# Harvest Moon: Friends of Mineral Town
Harvest Moon: Friends of Mineral Town (牧場物語 ミネラルタウンのなかまたち, Bokujō Monogatari: Mineral Town no Nakama Tachi) est un jeu vidéo de type Simulation de vie / RPG développé par Marvelous Interactive, sorti en 2003 sur Game Boy Advance.

## Accueil
- IGN : 8,9/10[1]

## Harvest Moon: More Friends of Mineral Town
Harvest Moon: More Friends of Mineral Town (牧場物語 ミネラルタウンのなかまたち for ガール, Bokujō Monogatari: Mineral Town no Nakama Tachi for Girl) est une version de Harvest Moon: Friends of Mineral Town proposant d'incarner un protagoniste féminin. Elle est sortie en 2005.